# Siegenburg
Siegenburg är en köping (Markt) i Landkreis Kelheim i Regierungsbezirk Niederbayern i förbundslandet Bayern i Tyskland.
Köpingen ingår i kommunalförbundet Siegenburg tillsammans med kommunerna Biburg, Kirchdorf, Train och Wildenberg.